# スーパーロボット大戦EX
『スーパーロボット大戦EX』（スーパーロボットたいせんイーエックス）は、1994年3月25日にバンプレストが日本で発売したスーパーファミコン用シミュレーションRPG。
同社の『スーパーロボット大戦シリーズ』第4作目。

## 概要
SDで表現されたロボットたちが競演するクロスオーバー作品『スーパーロボット大戦シリーズ』の第4作目。『第2次スーパーロボット大戦』（以後『第2次』）から続く、シリーズカテゴリの一つである「DC戦争シリーズ」の3作目で、『第3次スーパーロボット大戦』（以後『第3次』）の続編。本作はDC戦争シリーズの中では外伝的位置づけにあり、それまでの参戦作品を知る大人以外の若い世代をターゲットとして製作された。そのため過去作ではゲスト扱いだったバンプレストオリジナル作品『魔装機神サイバスター』がストーリーの中心に据えられ、既存のロボットアニメ作品がゲスト扱いとなっている。本作の舞台は地底世界ラ・ギアスであり、地上世界や宇宙空間は登場しない。
スーパーロボット大戦シリーズで初めて主人公が登場した。主人公は3人おり、全員『魔装機神サイバスター』の登場人物である。本編は主人公ごとに三つの章にわかれており、マサキ（『魔装機神サイバスター』の主人公）の章が27話、リューネ（同作のヒロイン）の章が24話、シュウ（マサキのライバル）の章が16話の、合計67話。それぞれの主人公ごとに難易度が表示されており、マサキ→リューネ→シュウの順で難易度が上昇していく。本作ではチュートリアル（トレーニングモード）が実装されており初心者にも配慮した内容になっている。

## 設定

### あらすじ
インスペクター事件（『第3次』）が終結後、地球の各地では所属勢力に関係なくロボット兵器とそのパイロットが行方を絶つ事件が頻発する。異世界であるラ・ギアスにおいて戦争を繰り広げていた神聖ラングラン王国とシュテドニアス連合が、自軍の戦力を拡大するために地上人（ラ・ギアスから見た地球人）のロボットを無差別に召喚していたのが原因であった。右も左も分からぬ異世界に呼び出されたロボットパイロット達は、それぞれの事情と思惑でこの戦争に関わることとなる。
後にこの事件は「ラ・ギアス事件」と地球人から呼ばれることとなる。

### マサキの章
『第3次』の後にラ・ギアスに帰還したマサキのストーリー。難易度は易しい。シュテドニアスの侵攻に対抗し、地上での仲間たちを連れて神聖ラングラン王国のフェイル軍に参加する。3人の主人公の中で登場人物も多くシナリオも一番長い。マサキと『マジンガーZ』の兜甲児との友情が全面に出てくるようになってきたのも今作から。『グレートマジンガー』の鉄也が怪我をしていることで、彼が乗るグレートマジンガーを『UFOロボ グレンダイザー』のマリアが操縦していたり、『機動戦士ガンダム0080 ポケットの中の戦争』のNT-1アレックスが登場せず、そのパイロットのクリスは『機動戦士Ζガンダム』のガンダムMk-II（黒のティターンズカラー）に乗って登場する。なおリューネの章で「めぐりあい」を通過していてもマサキの章には反映されない。

### リューネの章
『第3次』の後にラ・ギアスに召喚されたリューネのストーリー。難易度は普通。マサキと同じ魔装機神のパイロットの一人であるヤンロンに保護されそのまま神聖ラングラン王国のカークス軍に参加することとなる。3人の主人公の中でISSの影響が一番強く、後半のシナリオも大きく分岐する。『機動戦士ガンダム』の黒い三連星が仲間になったり、シュウと戦ったり、マサキ達と合流したりすることも。（シナリオ担当の阪田雅彦によれば、ISSを使ったリューネのシナリオが正しいルートであるとされている）。

### シュウの章
『第3次』の隠しシナリオで死亡した後、ラ・ギアスにて復活を遂げたシュウのストーリー。難易度は難しい。最初は選択することが出来ず、マサキの章かリューネの章のどちらかをクリアして初めて出現する（代わりにトレーニングモードが無くなる）。マサキやリューネの物語の裏で邪神ヴォルクルス復活のために暗躍するシュウの姿が描かれる。毒舌で欲望の塊である使い魔チカや、変態のサフィーネ、天然ボケのモニカ、無気力な王位継承者テリウス、イスラム教徒で求道者のアハマドなどのキャラクター達が登場。他にも『聖戦士ダンバイン』のバーン・バニングスや『機動戦士Ζガンダム』のジェリド・メサ、ライラ・ミラ・ライラ、カクリコン・カクーラーといった版権作品のライバルキャラクター達が説得で仲間になるのが特徴（『機動戦士Ζガンダム』のクワトロ・バジーナもこの章で登場）。隠しコマンドを使ってスタートした場合は、『第3次』の隠しシナリオでボスを務めたネオ・グランゾンがシュウの乗機となる。さらに、この状態でISSを利用すればネオ・グランゾンをマサキやリューネのシナリオに登場させることができる（ただし、交戦できるのはリューネの章のみ）。

## 参戦作品
★マークはシリーズ初参戦作品。

### 一覧
- ★戦国魔神ゴーショーグン
- 機動戦士ガンダム
- 機動戦士ガンダム0080 ポケットの中の戦争
- 機動戦士ガンダム0083 STARDUST MEMORY
- 機動戦士Ζガンダム
- 機動戦士ガンダムΖΖ
- 機動戦士ガンダム 逆襲のシャア
- 機動戦士ガンダムF91
- ★聖戦士ダンバイン
- マジンガーZ
- グレートマジンガー
- UFOロボ グレンダイザー
- ゲッターロボ
- ゲッターロボG
- 魔装機神サイバスター

### 解説
初参戦は『戦国魔神ゴーショーグン』と『聖戦士ダンバイン』の2作品。『聖戦士ダンバイン』は『第2次』に登場する予定であったがNGになった経緯がある。入れ替わりに『第3次』に登場していた『無敵鋼人ダイターン3』、『超電磁ロボ コン・バトラーV』、『勇者ライディーン』の3作品が外れている。
『戦国魔神ゴーショーグン』の主人公グッドサンダーチームは参入が遅く、各章を行き来している上に使用できる機会が少ない。後にこの扱いが問題となり次作の『第4次スーパーロボット大戦』（以後『第4次』）では序盤から仲間になる。
本作はストーリーの関係上、DC戦争シリーズの常連である『機動戦士ガンダム』のブライト・ノアが登場しない。また、『機動戦士ガンダム0080 ポケットの中の戦争』はキャラクターのみの登場となる。

### パッケージ登場機体
- ゲッタードラゴン（ゲッターロボG）
- ゴーショーグン（戦国魔神ゴーショーグン）
- サイバスター（魔装機神サイバスター）
- ダンバイン（聖戦士ダンバイン）
- νガンダム（機動戦士ガンダム 逆襲のシャア）

パッケージイラストは従来の集合絵ではなく空中戦のシーンを描いているため、上記に加え敵ロボットである『魔装機神サイバスター』のギルドーラやバフォームが登場している。

## システム
ここでは、本作特有のシステムや新規追加・変更されたシステムについて解説する。シリーズ共通のシステムについてはスーパーロボット大戦シリーズのシステムを参照。
インタラクティブ・シナリオ・システム（ISS）
同一時間で進行している3つの章の辻褄を合わせるシステム。一方の章での選択が他の章に影響する仕組みであり、ストーリー分岐や仲間になるユニットなどに影響する。
例えば、マサキの章でリューネと出会ったデータをISSで参照し、リューネの章をプレイすると、自動的にマサキと出会うルートが選択される。これを利用すると、マサキの章とリューネの章のメンバーが合流し4体の魔装機神が一堂に会する、といった通常のプレイとは異なるストーリーに変化していく。
また、シュウの章でネオ・グランゾンを出現させているデータにISSを使っていると、他の章でシュウと遭遇し、通常のプレイではグランゾンと戦う場面で、ネオ・グランゾンと対決することもできる。
トレーニングモード
初心者を対象にしたチュートリアルが収録されている。内容は『魔装機神サイバスター』の新キャラクターであるミオを助手にマサキが戦闘のいろはを教えるというもの。スーパーファミコン版では、シュウの章を出現させると差し替えられ選択できなくなるが、PS版では各章とは別に収録されておりタイトル画面から見ることができる。
武器改造
武器改造が初めて可能となった。これ以降シリーズの基本システムとして定着することになる。ただしこの時点では武器を個別に改造していく方式だった。なお本作ではパイロット側には攻撃力に関するパラメータは無く（『第4次』で、近攻撃／遠攻撃として復活する）、レベルアップでは攻撃力を上げることができない。

## 移植版
1999年には『第2次』や『第3次』と共に、『スーパーロボット大戦コンプリートボックス』としてPlayStationにリメイク移植された。システムを当時最新の『スーパーロボット大戦F』（以後『F』）のものに変更し、ゲームバランスも改められている。また各作品は1999年と2000年に単品でも発売された。2011年1月26日にはこの単品版がPlayStation Storeのゲームアーカイブスで配信されている。
| No. | タイトル                                 | 発売日        | 対応機種                           | 開発元           | 発売元       | メディア                            | 型式       | 備考                | Ref.        |
| --- | ---------------------------------------- | ------------- | ---------------------------------- | ---------------- | ------------ | ----------------------------------- | ---------- | ------------------- | ----------- |
| 1   | スーパーロボット大戦コンプリートボックス | 1999年6月10日 | PlayStation                        | ウィンキーソフト | バンプレスト | CD-ROM2枚組                         | SLPS-02070 |                     |             |
| 2   | スーパーロボット大戦EX                   | 2000年1月6日  | PlayStation                        | ウィンキーソフト | バンプレスト | CD-ROM                              | SLPS-02529 |                     | [ 2 ]       |
| 3   | スーパーロボット大戦EX                   | 2011年1月26日 | PlayStation 3 PlayStation Portable | ウィンキーソフト | BNEI         | ダウンロード （ゲームアーカイブス） | -          | PlayStation版の移植 | [ 8 ] [ 3 ] |
| 4   | スーパーロボット大戦EX                   | 2012年        | PlayStation Vita                   | ウィンキーソフト | BNEI         | ダウンロード （ゲームアーカイブス） | -          | PlayStation版の移植 |             |

## スタッフ
- プロデューサー：じっぱひとからげ
- 監督、脚本、演出：阪田雅彦
- プログラム：庄真宏
- グラフィック：中出秀二郎、糸洲文恵、阿部徹、田中麻依子、松本健一郎、坂木和史、明田大輔
- グラフィック協力：吉岡昭典、宮下加代子、植田早苗、山下英二、戸田篤樹、阪田雅彦
- 音楽：細井一司、田中伸一、山根昇
- 戦闘アニメーションデータ：和田匡博、渡邊猛、庄真宏
- オリジナルキャラクターデザイン：阪田雅彦、坂木和史
- オリジナルメカニックデザイン：福地仁、守谷淳一、レイアップ

## 評価
ゲーム誌『ファミコン通信』の「クロスレビュー」では、8・7・7・7の合計29点（満40点）、『ファミリーコンピュータMagazine』の読者投票による「ゲーム通信簿」での評価は以下の通りとなっており、24.3点（満30点）となっている。
| 項目 | キャラクタ | 音楽 | お買得度 | 操作性 | 熱中度 | オリジナリティ | 総合 |
| 得点 | 4.4        | 4.1  | 3.9      | 4.0    | 4.2    | 3.9            | 24.3 |

## プロモーション

### テレビCM
ラ・ギアスをバックに3Dグラフィックスで描かれたロボットたちが登場するCM。ナレーションは『機動戦士Ζガンダム』でクワトロ・バジーナ役を務める池田秀一。

## 関連商品

### 攻略本
スーパーロボット大戦EX 完全攻略ガイド
1994年4月5日初版、メディアワークス、電撃攻略王、ISBN 9784073010906
スーパーファミコン版『スーパーロボット大戦EX』の攻略本。
スーパーロボット大戦EX 必勝攻略法
双葉社、スーパーファミコン完璧攻略シリーズ、ISBN 9784575283259
スーパーファミコン版『スーパーロボット大戦EX』の攻略本。キャラクターの設定資料を収録。
スーパーファミコン必勝法スペシャル スーパーロボット大戦EX
勁文社、ケイブンシャの大百科別冊。
スーパーファミコン版『スーパーロボット大戦EX』の攻略本。世界観およびキャラクターの設定資料を収録。
覇王ゲームスペシャル7 スーパーロボット大戦EX
1994年4月15日初版、講談社、ISBN 9784063292077
スーパーファミコン版『スーパーロボット大戦EX』の攻略本。
スーパーロボット大戦EX 熱血・幸運・必中ガイド
1994年5月10日初版、アスペクト、ISBN 4893661957
スーパーファミコン版『スーパーロボット大戦EX』の攻略本。敵ユニットの武器データや世界観の設定資料、スタッフインタビューを収録。
スーパーロボット大戦EX スーパーガイド
1994年4月18日初版、ソフトバンク、Theスーパーファミコン、ISBN 4890525114
スーパーファミコン版『スーパーロボット大戦EX』の攻略本。

### ムック
- スーパーロボット大戦EXを一生楽しむ本
- 全スーパーロボット大戦大百科
- 全スーパーロボット大戦電視大百科 シークレットファイル ISBN 9784766931211
- 全スーパーロボット大戦2大百科 ISBN 9784766924619
- 全スーパーロボット大戦シリーズ大百科 ISBN 9784766929355
- スーパーロボット大戦大図鑑 ISBN 9784870259904
- スーパーロボット大戦読本 ISBN 9784766932171
- スーパーロボット大戦大事典’99 ISBN 9784073111313
- スーパーロボット大戦大事典 ISBN 9784073046516
- スーパーロボット大戦エンサイクロペディア DC戦争編 ISBN 9784766938210